# Partecipanti alla Eschborn-Francoforte 2022
Elenco dei partecipanti all'Eschborn-Francoforte 2022.
L'Eschborn-Francoforte 2022 è stata la cinquantanovesima edizione della corsa. Alla competizione presero parte 19 squadre: 11 con licenza UCI World Tour 2022 e 8 UCI ProTeam.
Accreditati alla partenza 131 ciclisti.

## Corridori per squadra
Nota: R ritirato, NP non partito, FT fuori tempo, SQ squalificato
| Alpecin-Fenix       | Alpecin-Fenix           | Alpecin-Fenix       | Team DSM                  | Team DSM                  | Team DSM                  | Intermarché-Wanty-Gobert Matériaux | Intermarché-Wanty-Gobert Matériaux | Intermarché-Wanty-Gobert Matériaux |
| ------------------- | ----------------------- | ------------------- | ------------------------- | ------------------------- | ------------------------- | ---------------------------------- | ---------------------------------- | ---------------------------------- |
| N°                  | Ciclista                | Clas.               | N°                        | Ciclista                  | Clas.                     | N°                                 | Ciclista                           | Clas.                              |
| 1                   | Jasper Philipsen        | 11°                 | 11                        | Marius Mayrhofer          | 83°                       | 21                                 | Alexander Kristoff                 | 3°                                 |
| 2                   | Silvan Dillier          | 67°                 | 12                        | John Degenkolb            | 22°                       | 22                                 | Aimé De Gendt                      | 81°                                |
| 3                   | Kristian Sbaragli       | 25°                 | 13                        | Cees Bol                  | 49°                       | 23                                 | Tom Devriendt                      | 76°                                |
| 4                   | Robert Stannard         | 33°                 | 14                        | Nico Denz                 | 102°                      | 24                                 | Sven Erik Bystrøm                  | 79°                                |
| 5                   | Lionel Taminiaux        | 109°                | 15                        | Mark Donovan              | 44°                       | 25                                 | Biniam Girmay                      | 38°                                |
| 6                   | Guillaume V. Keirsbulck | R                   | 16                        | Leon Heinschke            | R                         | 26                                 | Barnabás Peák                      | 80°                                |
| 7                   | Julien Vermote          | 108°                | 17                        | Frederik Madsen           | R                         | 27                                 | Georg Zimmermann                   | 42°                                |
| Bora-Hansgrohe      | Bora-Hansgrohe          | Bora-Hansgrohe      | Bahrain Victorious        | Bahrain Victorious        | Bahrain Victorious        | UAE Team Emirates                  | UAE Team Emirates                  | UAE Team Emirates                  |
| N°                  | Ciclista                | Clas.               | N°                        | Ciclista                  | Clas.                     | N°                                 | Ciclista                           | Clas.                              |
| 31                  | Sam Bennett             | 1°                  | 41                        | Phil Bauhaus              | 4°                        | 51                                 | Fernando Gaviria                   | 2°                                 |
| 32                  | Matteo Fabbro           | 75°                 | 42                        | Yukiya Arashiro           | 66°                       | 52                                 | Alexys Brunel                      | 88°                                |
| 33                  | Marco Haller            | 85°                 | 43                        | Feng Chun-kai             | R                         | 53                                 | Vegard Stake Laengen               | 57°                                |
| 34                  | Jonas Koch              | R                   | 44                        | Filip Maciejuk            | 51°                       | 54                                 | Maximiliano Richeze                | 105°                               |
| 35                  | Nils Politt             | 61°                 | 45                        | Jasha Sütterlin           | 60°                       | 55                                 | Joël Suter                         | 63°                                |
| 36                  | Danny van Poppel        | 5°                  | 46                        | Fred Wright               | 40°                       | 56                                 | Oliviero Troia                     | 91°                                |
| 37                  | Ben Zwiehoff            | 72°                 | 47                        | Edoardo Zambanini         | 43°                       |                                    |                                    |                                    |
| Israel-Premier Tech | Israel-Premier Tech     | Israel-Premier Tech | EF Education-EasyPost     | EF Education-EasyPost     | EF Education-EasyPost     | Uno-X Pro Cycling Team             | Uno-X Pro Cycling Team             | Uno-X Pro Cycling Team             |
| N°                  | Ciclista                | Clas.               | N°                        | Ciclista                  | Clas.                     | N°                                 | Ciclista                           | Clas.                              |
| 61                  | Giacomo Nizzolo         | 18°                 | 71                        | Marijn van den Berg       | 15°                       | 81                                 | Niklas Larsen                      | 56°                                |
| 62                  | Jenthe Biermans         | 59°                 | 72                        | Owain Doull               | 39°                       | 82                                 | Anders Johannessen                 | 86°                                |
| 63                  | Matthias Brändle        | 112°                | 73                        | Jens Keukeleire           | R                         | 83                                 | Morten Hulgaard                    | 70°                                |
| 64                  | Alex Dowsett            | 81°                 | 74                        | Hideto Nakane             | 99°                       | 84                                 | Anders Skaarseth                   | 62°                                |
| 65                  | Tom Van Asbroeck        | 111°                | 75                        | Jonas Rutsch              | 27°                       | 85                                 | Syver Wærsted                      | 54°                                |
| 66                  | Rick Zabel              | 65°                 | 76                        | Julius van den Berg       | 71°                       | 86                                 | Jonas Gregaard                     | 73°                                |
| 67                  | Omer Goldstein          | 55°                 | 77                        | Łukasz Wiśniowski         | R                         | 87                                 | Jonas Abrahamsen                   | 68°                                |
| Cofidis             | Cofidis                 | Cofidis             | Team Arkéa-Samsic         | Team Arkéa-Samsic         | Team Arkéa-Samsic         | AG2R Citroën Team                  | AG2R Citroën Team                  | AG2R Citroën Team                  |
| N°                  | Ciclista                | Clas.               | N°                        | Ciclista                  | Clas.                     | N°                                 | Ciclista                           | Clas.                              |
| 91                  | Simone Consonni         | 8°                  | 101                       | Hugo Hofstetter           | 107°                      | 111                                | Andrea Vendrame                    | 17°                                |
| 92                  | Piet Allegaert          | 9°                  | 102                       | Winner Anacona            | 69°                       | 112                                | Jaakko Hänninen                    | 50°                                |
| 93                  | Davide Cimolai          | 77°                 | 103                       | Anthony Delaplace         | 31°                       | 113                                | Paul Lapeira                       | 46°                                |
| 94                  | Wesley Kreder           | 78°                 | 104                       | Kévin Ledanois            | 116°                      | 114                                | Antoine Raugel                     | 36°                                |
| 95                  | Pierre-Luc Périchon     | 87°                 | 105                       | Daniel McLay              | 16°                       | 115                                | Marc Sarreau                       | R                                  |
| 96                  | Alexis Renard           | 113°                | 106                       | Laurent Pichon            | 29°                       | 116                                | Damien Touzé                       | 35°                                |
| 97                  | Szymon Sajnok           | 115°                | 107                       | Alan Riou                 | 98°                       | 117                                | Gijs Van Hoecke                    | 36°                                |
| TotalEnergies       | TotalEnergies           | TotalEnergies       | Lotto Soudal              | Lotto Soudal              | Lotto Soudal              | Sport Vlaanderen-Baloise           | Sport Vlaanderen-Baloise           | Sport Vlaanderen-Baloise           |
| N°                  | Ciclista                | Clas.               | N°                        | Ciclista                  | Clas.                     | N°                                 | Ciclista                           | Clas.                              |
| 121                 | Niccolò Bonifazio       | 93°                 | 131                       | Arnaud De Lie             | 7°                        | 141                                | Rune Herregodts                    | 19°                                |
| 122                 | Fabien Doubey           | 20°                 | 132                       | Thomas De Gendt           | 74°                       | 142                                | Jenno Berckmoes                    | 23°                                |
| 123                 | Sandy Dujardin          | 14°                 | 133                       | Carlos Barbero            | 95°                       | 143                                | Alex Colman                        | 64°                                |
| 124                 | Valentin Ferron         | 52°                 | 134                       | R. Janse van Rensburg     | 21°                       | 144                                | Gilles De Wilde                    | 34°                                |
| 125                 | Chris Lawless           | 106°                | 135                       | Filippo Conca             | R                         | 145                                | Jens Reynders                      | 90°                                |
| 126                 | Lorrenzo Manzin         | 10°                 | 136                       | Rüdiger Selig             | R                         | 146                                | Aaron Van Poucke                   | 104°                               |
| 127                 | Juraj Sagan             | 103°                | 137                       | Maxim Van Gils            | 48°                       | 147                                | Sasha Weemaes                      | 89°                                |
| Trek-Segafredo      | Trek-Segafredo          | Trek-Segafredo      | Bingoal Pauwels Sauces WB | Bingoal Pauwels Sauces WB | Bingoal Pauwels Sauces WB | B&B Hotels-KTM                     | B&B Hotels-KTM                     | B&B Hotels-KTM                     |
| N°                  | Ciclista                | Clas.               | N°                        | Ciclista                  | Clas.                     | N°                                 | Ciclista                           | Clas.                              |
| 151                 | Edward Theuns           | 6°                  | 161                       | Tom Paquot                | 32°                       | 171                                | Pierre Barbier                     | 97°                                |
| 152                 | Tony Gallopin           | 13°                 | 162                       | Louis Blouwe              | 30°                       | 172                                | Cyril Gautier                      | 28°                                |
| 153                 | Daan Hoole              | R                   | 163                       | Cériel Desal              | 100°                      | 173                                | Jonathan Hivert                    | 45°                                |
| 154                 | Emīls Liepiņš           | R                   | 164                       | Johan Meens               | R                         | 174                                | Pierre Rolland                     | 58°                                |
| 155                 | Jacopo Mosca            | 53°                 | 165                       | Laurenz Rex               | 110°                      | 175                                | Seb Schönberger                    | 24°                                |
| 156                 | Simon Pellaud           | 41°                 | 166                       | Quentin Venner            | R                         | 176                                | Jordi Warlop                       | 12°                                |
| 157                 | Otto Vergaerde          | 84°                 | 167                       | Tom Wirtgen               | 47°                       |                                    |                                    |                                    |
| Burgos-BH           |                         |                     |                           |                           |                           |                                    |                                    |                                    |
| N°                  | Ciclista                | Clas.               |                           |                           |                           |                                    |                                    |                                    |
| 181                 | Jetse Bol               | 26°                 |                           |                           |                           |                                    |                                    |                                    |
| 182                 | Ángel Fuentes           | 96°                 |                           |                           |                           |                                    |                                    |                                    |
| 183                 | Juan A. López-Cózar     | 94°                 |                           |                           |                           |                                    |                                    |                                    |
| 184                 | Alex Molenaar           | 37°                 |                           |                           |                           |                                    |                                    |                                    |
| 185                 | Felipe Orts             | 101°                |                           |                           |                           |                                    |                                    |                                    |
| 186                 | Óscar Pelegrí           | 92°                 |                           |                           |                           |                                    |                                    |                                    |
| 187                 | Mihkel Räim             | R                   |                           |                           |                           |                                    |                                    |                                    |